# Francis Amuzu
Francis Apelete Amuzu (Acra, 23 de agosto de 1999) é um futebolista belga nascido no Gana que atua como ponta. Atualmente, joga pelo Grêmio.

## Carreira

### Anderlecht
Nascido em Gana, Amuzu mudou-se para a Bélgica ainda jovem e atuou nas categorias de base do SK Heffen, Mechelen e JMG Academy Lier. Em 23 de agosto de 2015, assinou seu primeiro contrato profissional com o Anderlecht, válido por três anos.
Estreou profissionalmente pelo Anderlecht em uma vitória por 1–0 sobre o Eupen, em 22 de dezembro de 2017, marcando o gol da vitória logo em sua estreia. Ele se comprometeu a representar a Seleção Belga no futebol internacional.
Em 20 de setembro de 2018, Amuzu estreou em competições europeias, atuando em partida da Liga Europa da UEFA contra o Spartak Trnava.
Fez sua 50ª partida na Primeira Divisão A da Bélgica em 12 de setembro de 2019, em confronto contra o Sporting Charleroi.
Posteriormente, atingiu a marca de 100 jogos na liga pelo Anderlecht em partida contra o Sint-Truiden.
Em 27 de agosto de 2023, Amuzu marcou o gol da vitória em partida contra o Sporting Charleroi. Na semana seguinte, em 3 de setembro de 2023, marcou novamente em empate por 1–1 contra o Genk, acertando um belo chute de fora da área.
Em 7 de outubro de 2023, Amuzu marcou no jogo contra o Mechelen que celebrou o aniversário de 80 anos do ídolo Paul Van Himst.
Em 28 de novembro de 2024, marcou um belo gol de empate no fim do jogo contra o FC Porto em partida da fase de grupos da Liga Europa da UEFA de 2024–25, após entrar no lugar de Samuel Edozie aos 60 minutos. Amuzu recebeu muitos elogios da imprensa portuguesa após a boa atuação.
Em 26 de janeiro de 2025, Amuzu fez sua 250ª partida pelo Anderlecht ao entrar como substituto de César Huerta aos 81 minutos na vitória por 4–1 sobre o Mechelen.
Amuzu encerrou sua passagem pelo Anderlecht com 28 gols e 24 assistências em 250 partidas oficiais pelo clube.

### Grêmio
Em 10 de fevereiro de 2025, o Grêmio anunciou a contratação de Amuzu. O jogador assinou contrato em definitivo com o clube até dezembro de 2026.

### Seleções de base da Bélgica
Apesar de ter nascido em Gana, Amuzu optou por representar a Bélgica nas categorias de base. Defendeu a seleção sub-19 entre 2017 e 2018, participando de sete partidas e marcando dois gols. Posteriormente, atuou pela seleção sub-21 entre 2018 e 2020, totalizando 14 partidas e dois gols anotados.

## Títulos
Grêmio
- Recopa Gaúcha: 2025